# Ateliotum resurgens
Ateliotum resurgens är en fjärilsart som beskrevs av László Anthony Gozmány. Ateliotum resurgens ingår i släktet Ateliotum och familjen äkta malar. Inga underarter finns listade i Catalogue of Life.